# Mistrzostwa Europy w Podnoszeniu Ciężarów 1935
Mistrzostwa Europy w Podnoszeniu Ciężarów 1935 – 26. edycja mistrzostw Europy w podnoszeniu ciężarów, która odbyła się między 9 a 10 listopada 1935 w Paryżu (Francja ). Startowali tylko mężczyźni w 5 kategoriach wagowych.

## Medaliści
| Kategoria: | Złoto:        | Wynik    | Srebro:             | Wynik    | Brąz:           | Wynik    |
| 60 kg      | Max Walter    | 297,5 kg | Georg Liebsch       | 295 kg   | Anton Richter   | 285 kg   |
| 67,5 kg    | Karl Jansen   | 325 kg   | Robert Fein         | 322,5 kg | René Duverger   | 312,5 kg |
| 75 kg      | Rudolf Ismayr | 360 kg   | Heinrich Gottschalk | 345 kg   | Regis Lepreux   | 330 kg   |
| 82,5 kg    | Louis Hostin  | 370 kg   | Eugen Deutsch       | 357,5 kg | Fritz Haller    | 340 kg   |
| + 82,5 kg  | Josef Manger  | 552,5 kg | Ronald Walker       | 537,5 kg | Václav Pšenička | 525 kg   |

## Klasyfikacja medalowa
| Miejsce | Reprezentacja   | Złoto | Srebro | Brąz | Razem |
| 1.      | III Rzesza      | 4     | 3      | 0    | 7     |
| 2.      | Francja         | 1     | 0      | 2    | 3     |
| 3.      | Austria         | 0     | 1      | 2    | 3     |
| 4.      | Wielka Brytania | 0     | 1      | 0    | 1     |
| 5.      | Czechosłowacja  | 0     | 0      | 1    | 1     |